# Fatubenao
Fatubenao is een bestuurslaag in het regentschap Belu van de provincie Oost-Nusa Tenggara, Indonesië. Fatubenao telt 7664 inwoners (volkstelling 2010).